# Piotr Fijas
Piotr Fijas, né le 27 juin 1958 à Bielsko-Biała, est un sauteur à ski polonais.

## Biographie
Le 14 mars 1987 il établit un nouveau record du monde à Letalnica - 194 m,. Cette performance n'a été battu qu'en 1994 et c'est également le saut le plus long de l'histoire avec la technique classique,.
Il devient entraîneur de l'équipe polonaise après sa retraite sportive.
Son frère cadet, Tadeusz Fijas, a également été sauteur à ski.

## Palmarès

### Jeux olympiques
| Épreuve / Édition | Lake Placid 1980 | Sarajevo 1984 | Calgary 1988 |
| Petit tremplin    | 44e              | 7e            | 10e          |
| Grand tremplin    | 14e              | 17e           | 13e          |

### Championnats du monde
| Épreuve / Édition | Oslo 1982 | Seefeld 1985 | Oberstdorf 1987 |
| Petit tremplin    | 19e       | 19e          | 34e             |
| Grand tremplin    | 29e       | 22e          | 12e             |

### Championnats du monde de vol à ski
| Épreuve / Édition | Planica 1979 | Oberstdorf 1981 | Harrachov 1983 | Planica 1985 | Kulm 1986 | Oberstdorf 1988 |
| Individuel        | Bronze       | 17e             | 12e            | 14e          | 10e       | 7e              |

### Coupe du monde
- Meilleur classement général : 14e en 1985.
- 10 podiums individuels : 3 victoires, 1 deuxième place et 6 troisièmes places.
- 4 podiums de manches sur la Tournée des quatre tremplins.

#### Victoires individuelles
| Année | Lieu                                                     |
| 1980  | Zakopane (Pologne), Saint-Nizier-du-Moucherotte (France) |
| 1986  | Liberec (Tchécoslovaquie)                                |